# Alchemist (restaurant)
De Alchemist is een restaurant gevestigd in de Deense hoofdstad Kopenhagen. Het restaurant heeft twee Michelinsterren ontvangen.

## Geschiedenis
Het restaurant werd opgericht door chef-kok Rasmus Munk en begon als een klein restaurant met 16 zitplaatsen in het centrum van Kopenhagen. Toen investeerders hem een kans boden om uit te breiden, werkte Munk samen met Studio Duncalf om een grotere en meer excentrieke ruimte te creëren. Het restaurant werd in 2023 uitgeroepen tot een van de beste restaurants ter wereld.

### Erkenning
In oktober 2019 won het restaurant de prijs voor "Doorbraak van het Jaar" van De Deense Eetgids. In dezelfde maand werd het door de White Guide uitgeroepen tot het beste restaurant van Denemarken, vóór Noma en Koks. Binnen zeven maanden na opening ontving Alchemist twee Michelinsterren. Het restaurant is ook erkend door de Michelin-gids voor zijn uitzonderlijke keuken.

## Locatie
Het restaurant is gevestigd in een oude industriële loods die ooit dienst deed als scheepswerf en later als decoratiewerkplaats voor het Deense Nationale Theater. Het interieur is gevuld met speciale effecten die specifiek zijn gekozen om de gasten op een zintuiglijke reis te nemen die verder gaat dan een culinaire ervaring, naar een holistische visie op dineren die de beeldende kunsten, theater en gastronomische verkenning combineert.

## Keuken
Het restaurant biedt een proeverijmenu van 50 gangen. Het menu is ontworpen om een holistische ervaring te bieden, bestaande uit 50 indrukken.